# Quintus Glitius Felix
Quintus Glitius Felix – rzymski poeta, znany jedynie z zachowanego w Rzymie napisu. Najprawdopodobniej był naśladowcą Wergiliusza, wskazuje na to jego przydomek Vergilianus.